# Nice to Meet Ya (Meghan Trainor)
Nice to Meet Ya è un singolo della cantautrice statunitense Meghan Trainor, pubblicato il 31 gennaio 2020 come terzo estratto dal terzo album in studio Treat Myself.

## Pubblicazione
Trainor ha annunciato la canzone il 28 gennaio 2020, dopo aver usato l'emoji della stretta di mano come simbolo per il titolo del brano.

## Descrizione
Seconda traccia dell'album, Nice to Meet Ya, che appartiene al genere pop, vede la partecipazione della rapper trinidadiana Nicki Minaj.

## Promozione
Trainor ha presentato Nice to Meet Ya dal vivo per la prima volta il 6 febbraio 2020 al Tonight Show di Jimmy Fallon.

## Video musicale
Il video musicale, reso disponibile in concomitanza con l'uscita del brano, è stato diretto da Mathew Cullen e ispirato al film commedia Una donna in carriera.

## Tracce
Testi e musiche di Meghan Trainor, Raul Cubina, Mark Williams, Scott Friedman e Nicki Minaj.
Download digitale
1. Nice to Meet Ya (feat. Nicki Minaj) – 3:17

Download digitale – Remixes
1. Nice to Meet Ya (feat. Nicki Minaj) (Zookëper Remix) – 2:30
2. Nice to Meet Ya (feat. Nicki Minaj) (Ape Drums Remix) – 3:37

## Formazione
Musicisti
- Meghan Trainor – voce, cori
- Nicki Minaj – voce aggiuntiva, cori
- Ojivolta – programmazione
- Ryan Trainor – cori
- Justin Trainor – cori
- Daryl Sabara – cori
- Mark Williams – cori

Produzione
- Ojivolta – produzione, ingegneria del suono, registrazione
- Justin Trainor – ingegneria del suono
- Aubry "Big Juice" Delaine – registrazione voce Nicki Minaj
- Jon Castelli – missaggio
- Ingmar Carlson – assistenza al missaggio
- Dale Becker – mastering

## Successo commerciale
Nella Billboard Hot 100 statunitense Nice to Meet Ya ha debuttato all'89ª posizione, diventando il 107º ingresso in classifica per Nicki Minaj, che ha eguagliato Kanye West come quinta artista ad averne accumulate di più in assoluto.

## Classifiche
| Classifica (2020) | Posizione massima |
| ----------------- | ----------------- |
| Irlanda           | 88                |
| Regno Unito       | 88                |
| Stati Uniti       | 89                |